# تاماسکان
تاماسکان (به انگلیسی: Tamaskan Dog)، نام یکی از نژادهای سگ است که خاستگاه آن به فنلاند بازمی‌گردد. وزن جنس نر تاماسکان ۶۵–۹۵ پوند (۲۹–۴۳ کیلوگرم) است و وزن جنس مادهٔ آن ۵۵–۸۵ پوند (۲۵–۳۹ کیلوگرم). قد جنس نر تاماسکان ۲۵–۳۳ اینچ (۶۴–۸۴ سانتیمتر) است و قد جنس مادهٔ آن ۲۴–۲۸ اینچ (۶۱–۷۱ سانتیمتر). تاماسکان در هر بار زایمان ۶ تا ۱۰ توله می‌زاید.